# Tohila
Tohila is een geslacht van rechtvleugeligen uit de familie krekels (Gryllidae). De wetenschappelijke naam van dit geslacht is voor het eerst geldig gepubliceerd in 1938 door Hubbell.

## Soorten
Het geslacht Tohila  is monotypisch en omvat slechts de volgende soort:
- Tohila atelomma (Hubbell, 1938)